# Euastacus sulcatus
Euastacus sulcatus е вид ракообразно от семейство Parastacidae. Видът е световно застрашен, със статут Уязвим.

## Разпространение
Разпространен е в Австралия (Куинсланд и Нов Южен Уелс).